# Apolena Veldová
Apolena Veldová (* 22. srpna 1964 Praha) je česká herečka.

## Život
Vystudovala Státní konzervatoř v Praze, poté v roce 1985 odešla do Státního divadla v Ostravě (od roku 1995 Národní divadlo moravskoslezské), kde působila do 2002. Za roli Emilie Marty v Čapkově hře Věc Makropulos (režie Radovan Lipus) byla v roce 1995 nominována na Cenu Thálie. V Ostravě účinkovala také v Komorní scéně Aréna a Divadle Petra Bezruče. V letech 2002–2013 byla členkou souboru pražského Švandova divadla. V současnosti je v angažmá činoherního souboru plzeňského Divadla J. K. Tyla
Příležitostně hraje také v televizi, kde debutovala v seriálu Poručík Petr (1981). Od té doby účinkovala v dalších seriálech (např. Dobrodružství kriminalistiky, O ztracené lásce nebo Kriminálka Anděl) a televizních filmech (např. Mimořádný případ, Osmý div světa) či pohádkách (např. Nevěsta z obrázku, Pohádka o houslích a viole).
Věnuje se také dabingu, k větším rolím patří detektiv Lilly Rushová v seriálu Odložené případy nebo Kira Nerys v seriálu Star Trek: Stanice Deep Space Nine.

### Práce pro rozhlas
- 2007 Jana Knitlová: Fitzgeraldovi - Takový krásný pár, hra ze života F. S. Fitzgeralda a jeho manželky Zeldy. Dramaturgie Jana Paterová. Režie Karla Sturmová-Štaubertová. Osoby a obsazení: Francis Scott Fitzgerald (Karel Roden), Zelda, jeho žena (Zuzana Stivínová), Mademoiselle (Apolena Veldová) a Michel (Radek Holub). Natočeno v roce 2007.[7]
- 2013 William Shakespeare: Julius Caesar. Přeložil, pro Český rozhlas upravil a režii má Jiří Josek. Dramaturg Hynek Pekárek. Hudba Milan Svoboda. Osoby a obsazení: Trebonius (Michal Pavlata), Decius (Jaromír Meduna), Julius Caesar (Alois Švehlík), Casca (Pavel Nečas), Calpurnia, Caesarova manželka (Apolena Veldová), Marcus Antonius (Igor Bareš), Marcus Brutus (Radek Valenta), Cassius (Ivan Řezáč), Lucius (Martin Sucharda), Porcia, Brutova manželka (Lucie Štěpánková), věštec (Stanislav Oubram), Artemidorus (Ilja Racek), Caesarův sluha (Miroslav Hruška), Antoniův sluha (Michal Slaný) a další. (101 min)[8]
- Od roku 2014 nepravidelné moderování pořadu Dvanáct ve dvanáct na Dvojce Českého rozhlasu.
- Lloyd Jones: Pan Pip, četba na pokračování v Českém rozhlasu v roce 2014, režie: Aleš Vrzák[9]
- 2015 Grace McCleen: Skvostná země, překlad Kateřina Novotná, rozhlasová dramatizace Marie Nováková, hudba Jiří Strohner, dramaturgie Zuzana Drtinová Vojtíšková, režie Hana Kofránková. Hráli: Viktorie Hrachovcová, Jan Hartl, Apolena Veldová, Miroslav Hanuš, Jan Vlasák, Matyáš Hlaváček, Jan Köhler, Anna Klusáková, Prokop Košař a Alžběta Volhejnová.

## Osobní život
Apolena Veldová je dcera herce Josefa Veldy a sestra herce a režiséra Martina Veldy. S manželem Milanem Kačmarčíkem, rovněž hercem, má syna Josefa.